# Drapetes flavipes
Drapetes flavipes là một loài bọ cánh cứng trong họ Elateridae. Loài này được Baudi di Selve miêu tả khoa học năm 1870.